# Poręby
Poręby es un pueblo de Polonia, en Mazovia.  Se encuentra en el distrito (Gmina) de Dębe Wielkie, perteneciente al condado (Powiat) de Mińsk. Se encuentra aproximadamente a 5 kilómetros  al norte de Dębe Wielkie, a 10 km al noroeste de Mińsk Mazowiecki, y a 32 km  al este de Varsovia. Su población es de 120 habitantes.